# کالیفرنیا هات اسپرینگز (کالیفرنیا)
کالیفرنیا هات اسپرینگز (به انگلیسی: California Hot Springs) یک منطقهٔ مسکونی در ایالات متحده آمریکا است که در شهرستان تولار، کالیفرنیا واقع شده‌است. کالیفرنیا هات اسپرینگز ۱٫۹۳۷ کیلومتر مربع مساحت و ۳۷ نفر جمعیت دارد و ۹۳۹٫۱ متر بالاتر از سطح دریا واقع شده‌است.